# The Dismemberment Plan
The Dismemberment Plan (auch The Plan oder D-Plan) war eine 1993 gegründete US-amerikanische Indierockband aus Washington, D.C. Sie veröffentlichte vier Alben.

## Geschichte

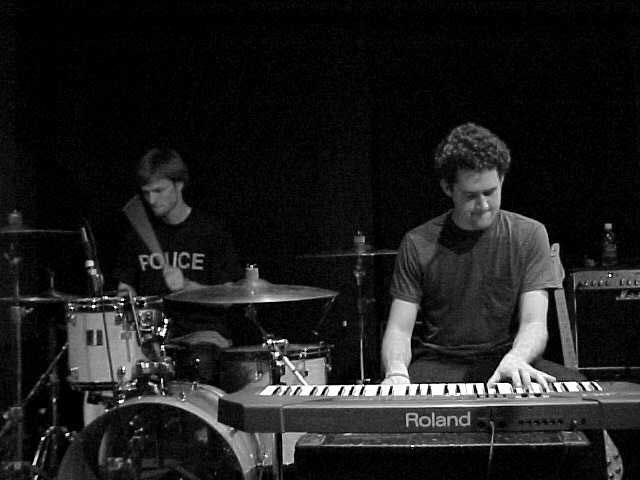
Live in Iowa

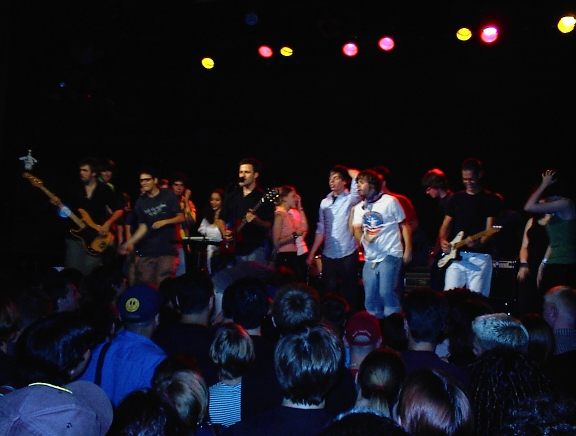
Live im Bowery Ballroom in New York

Die Band wurde am 1. Januar 1993 von Eric Axelson (Bass), Steve Cummings (Schlagzeug), Travis Morrison (Gitarre, Gesang) sowie Jason Caddell (Gitarre) während ihrer High-School-Zeit gegründet. Sie veröffentlichten zuerst eine EP und dann ihr Debütalbum !, welches bei DeSoto Records erschien. Kurz nach Veröffentlichung der Platte verließ Drummer Steve Cummings die Band, er wurde durch Joe Easley ersetzt. Dies war die einzige Besetzungsänderung bei D-Plan.
Ihren Durchbruch hatte die Band mit ihrem dritten Album Emergency & I, welches von der Kritik sehr positiv bewertet wurde. So vergab z. B. die renommierte Seite Pitchfork Media 9.6 von 10 möglichen Punkten. Während der Aufnahmen für das Album unterzeichneten The Dismemberment Plan einen Vertrag bei dem Major-Unterlabel Interscope, das sie jedoch kurz vor der Veröffentlichung fallen ließ. So erschien auch diese Platte bei DeSoto.
Dem relativ großen Erfolg von Emergency & I folgten Touren in Amerika und Europa, wo die Band unter anderem als Vorband von Pearl Jam und Death Cab for Cutie spielte. 2001 erschien dann mit Change ihr viertes und letztes Studio-Album, da sich die Band im Herbst 2003 auflöste. Die Mitglieder der Band waren teilweise schon in andere Projekte involviert, Eric Axelson gründete z. B. zusammen mit Ex-Mitgliedern von The Promise Ring die Band Maritime. Außerdem erschien 2003 eine Compilation namens A People’s History of the Dismemberment Plan, welche aus von Fans erstellten Remixes von D-Plan-Songs bestand.
Aufsehen erregte die Band 2007, als sie ankündigte, ein Reunion-Benefizkonzert zu spielen. Wegen der großen Nachfrage fanden gleich zwei Konzerte statt. Laut Travis Morrison war eine richtige Wiedervereinigung jedoch nicht geplant, „außer um ein paar Bier zu trinken“.

## Diskografie

### Alben
- ! (1995)
- The Dismemberment Plan Is Terrified (1997)
- Emergency & I (1999)
- Change (2001)
- Uncanney Valley (2013)

### Singles & EPs
- Can We Be Mature? EP (1994)
- What Do You Want Me to Say? (1997)
- The Ice of Boston EP (1998)
- Dismemberment Plan / Juno Split-EP (2000)

### Kompilationen
- Give Me the Cure (1996)
- Ooh Do I Love You (1996)
- Fort Reno Benefit (1997)
- A People’s History of the Dismemberment Plan (2003)